# Festuca hondae
Festuca hondae är en gräsart som beskrevs av Evgenii Borisovich Alexeev. Festuca hondae ingår i släktet svinglar, och familjen gräs. Inga underarter finns listade i Catalogue of Life.